# Амарбаясгалант

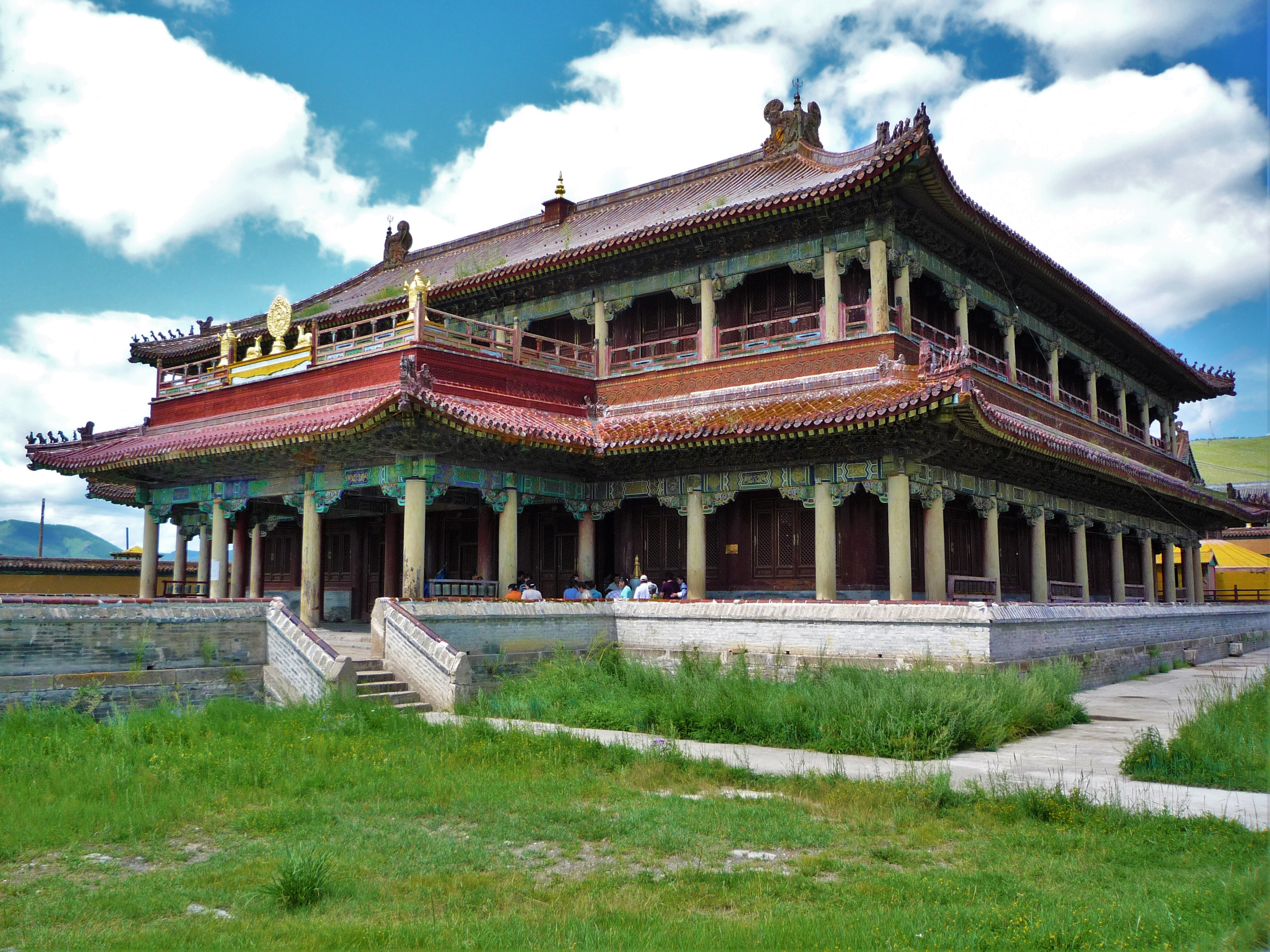
Главный храм монастыря (деревянный)

Амарбаясгалант (монг. Амарбаясгалант хийд, старомонг.: Amurbayasqulangtu keyid, Аму́р-Баясхуланту́; тиб. ཨ་མར་པ་ཨེ་ས་ཧ་ལང་ཐུ) — «Монастырь безмятежной радости», один из трёх крупнейших буддийских монастырей Монголии, расположен на р. Селенга в горной долине Шивэнгийн Хундий на высоте 1035 м н.у.м. у подножия покрытого лиственничной тайгой хребта Бурэгийн-Нуруу, в сомоне Баруунбурэн аймака Сэлэнгэ в северной Монголии. Архитектурный проект монастыря принадлежит I Богдо-гэгэну Дзанабадзару, в качестве усыпальницы которого он и был возведён.

## Этимология названия
Согласно традиционной версии, группа монахов, выбиравшая место для будущего строительства, встретила в степи двух играющих мальчиков, Амара (монг. спокойный) и Баясгаланта (монг. радостный). Это было сочтено благоприятным знаком, и будущий монастырь назвали в их честь «Амарбаясгалант» — «Безмятежная радость». При этом, официальным тибетским названием монастыря является Пунцок-Геше-Дечойлинг (тиб. ཕུན་ཚོགས་དགེ་བཤེས་བདེ་ཆོས་གླིང, Вайли phun tshogs dge bshes bde chos gling).

## История
Распоряжение о строительстве Амарбаясгаланта в честь Дзанабадзара отдал маньчжурский император Юнчжэн, поощряя тем самым его прокитайскую политику. Строительство монастыря-усыпальницы началось через четыре года после смерти Дзанабадзара, летом 1727 года. Впоследствии здесь же были размещены останки Богдо-гэгэна IV. За первые десять лет было возведено 14 храмов, однако строительство продолжалось вплоть до 1860 года. К началу XX века в Амарбаясгаланте проживало 8 тыс. монахов, подразделённых на 8 прихрамовых общин.
Монастырю удалось избежать разрушения в 1937 году во время общемонгольской антирелигиозной кампании. Тогда во исполнения распоряжения о сожжении монастыря были уничтожены только хозяйственные постройки, однако главная часть монастыря не пострадала от огня, хотя и продолжала считаться разрушенной. Некоторая часть культовой утвари и танка были спрятаны монастырской общиной во избежание реквизиций. В течение 50 лет монастырь стоял заброшенным.
С 1988 года была начата общая реставрация. В 1991 году Амарбаясгалант посетил хубилган Гуру-Дэва Ринпоче, уроженец Ордоса Лобсанг Тензин Гьяцо Пэлсангпо (монг. Лувсанданзанжамцобалсамбуу), вынужденно покинувший индийский монастырь Дрепунг и затем Непал из-за критики в адрес Далай-ламы XIV, связанной с его запретом культа божества Дордже Шугдена. Гуру-Дэва Ринпоче был приглашён занять должность настоятеля, и оставался на ней вплоть до своей смерти в 2009 году, лишённый связей с основной тибетской общиной Северной Индии.
В настоящее время в Амарбаясгаланте постоянно проживает около 60 монахов.

## Архитектура
В отличие от монастыря Эрдэни-Дзу, комплекс монастырских строений Амарбаясгаланта отличается стилистическим единством. В его архитектуре преобладает китайский стиль, однако наблюдаются элементы тибетской архитектуры.
План монастыря симметричен; ряд главных строений располагается по оси с севера на юг. Второстепенные постройки располагаются по обеим сторонам центральной оси.